# 팔효사의은행나무
팔효사의은행나무(八孝祠의은행나무)는 전북특별자치도 김제시 신풍동 팔효사에 있는 은행나무이다. 1996년 3월 29일 전라북도의 기념물 제89호로 지정되었다.

## 개요
은행나무는 살아 있는 화석이라 할 만큼 오래된 나무로 우리나라, 일본, 중국 등지에 분포하고 있다. 우리나라에는 중국에서 유교와 불교가 전해질 때 같이 들어온 것으로 전해지고 있다. 가을 단풍이 매우 아름답고 병충해가 없으며 넓고 짙은 그늘을 제공한다는 장점이 있어 정자나무 또는 가로수로도 많이 심는다.
팔효사의 은행나무는 나이가 500여 년 정도로 추정되며, 높이 16m, 둘레 3.65m로 팔효사 경내에 있다. 팔효사는 나주 나씨 문중 3대에 걸쳐 8명의 효자에 대한 효행을 기리기 위하여 인조 7년(1629)에 세워졌으며, 고종 5년(1868)에 서원철폐령으로 철거되었다가 1965년에 다시 세워졌다.
이 은행나무는 팔효사의 주벽(사당에서 주장이 되는 위패) 나안세의 부친 나난중이 어려서 심었다고 전한다. 또한 나씨 문중에 장원급제 등 경사가 있을 때 이 나무에 큰북을 매달아 쳤다고 하며, 3대에 걸쳐 효자가 날 적에는 잎만 피고 3년이 지난 후에 열매를 맺었다고 하여 유명하다.

## 같이 보기
- 팔효사 - 김제시 향토문화유산(기념물) 제2호

## 참고 문헌
- 팔효사의은행나무 - 국가유산청 국가유산포털